# Ronnie Ekelund
Pour les articles homonymes, voir Ekelund.
Ronnie Michael Ekelund, né le 21 août 1972 à Glostrup au Danemark, est un footballeur danois.

## Carrière
- 1988-1992 : Brøndby IF  Danemark
- 1992-1994 : FC Barcelone  Espagne
- 1994-1995 : Southampton  Angleterre
- 1995-1996 : Manchester City  Angleterre
- 1996 : Coventry City  Angleterre
- 1996-1999 : OB Odense  Danemark
- 1999-2000 : Toulouse FC  France
- 2000-2001 : Walsall  Angleterre
- 2001-2004 : San José Earthquakes  États-Unis
- 2005-2006 : California Cougars  États-Unis